# カトリック名古屋教区
カトリック名古屋教区（カトリックなごやきょうく、英: Roman Catholic Diocese of Nagoya）は、愛知県名古屋市に司教座を置くキリスト教・カトリック教会の司教区である。司教座聖堂（カテドラル）は布池教会。愛知県、岐阜県、福井県、石川県、富山県を管轄区域としている。

## 概要
司教館
- 〒461-0004：愛知県名古屋市東区葵2-6-37[1]

教区事務局
- 〒461-0004：愛知県名古屋市東区葵2-6-35[1]

司教座聖堂
- 布池教会：愛知県名古屋市東区葵1-12-23[1]

教区長
- ミカエル松浦悟郎司教[1]

管轄区域
- 愛知県、岐阜県、福井県、石川県、富山県[1]

## 沿革
- 1846年（弘化3年） - 日本使徒座代理区が設立され、横浜に代理区長館が設置される。
- 1866年（慶応2年） - 代理区長館が長崎に移転。
- 1876年（明治9年）5月22日 - 日本使徒座代理区を日本北緯使徒座代理区、日本南緯使徒座代理区（現在の長崎教区）の2区に分割。北緯代理区は横浜に代理区長館を置き、北海道、東北、関東および中部の各地方を管轄区域とした。
- 1877年（明治10年）7月 - 代理区長館が東京に移転。
- 1891年（明治24年）4月17日 - 北緯代理区より北海道と東北地方を新設の函館使徒座代理区（現在の仙台教区）に委譲。同年6月15日、北緯代理区が東京大司教区に昇格。
- 1912年 （大正元年）8月13日 - 東京教区より富山、石川、福井の3県を、新設の新潟使徒座知牧区（現在の新潟教区）に委譲。
- 1922年（大正11年）2月18日 - 東京教区より愛知、岐阜の2県が、また新潟知牧区より富山、石川、福井の3県が、名古屋知牧区として独立（独立当初より管轄地域に変更はない。）[1]。
- 1962年（昭和37年）4月16日 - 名古屋知牧区は名古屋教区に昇格[1]。

## 歴代知牧
- 初代 - ヨゼフ・ライネルス（神言会）：1922年 - 1941年
- 使徒座管理 - ペトロ松岡孫四郎：1941年 - 1962年

## 歴代司教（教区長）
|      | 任期（就任年）       | 氏名                 | 出典  |
| ---- | -------------------- | -------------------- | ----- |
| 初代 | 1962年（昭和37年） - | ペトロ松岡孫四郎     | [ 1 ] |
| 2代  | 1969年（昭和44年） - | アロイジオ相馬信夫   | [ 1 ] |
| 3代  | 1993年（平成5年） -  | アウグスチノ野村純一 | [ 1 ] |
| 4代  | 2015年（平成27年） - | ミカエル松浦悟郎     | [ 1 ] |

## 所在地
〒461-0004：愛知県名古屋市東区葵2-6-35（北緯35度10分21.1秒 東経136度55分28.4秒 / 北緯35.172528度 東経136.924556度）

## 交通アクセス
- JR中央本線「千種駅」より徒歩で約5分。
- 名古屋市営地下鉄
  - 東山線「新栄町駅」または「千種駅」下車。
  - 桜通線「車道駅」下車。